# Urayoán Jordán
Urayoán Jordán (San Juan de Puerto Rico, 1 de junio de 1981), es un cantautor puertorriqueño de estilo pop balada. Cuenta su historia que cuando contaba unos siete años de edad, le regalaron una guitarra que con el paso del tiempo le ha servido para componer canciones. Las obras dentro de su repertorio musical, está inspirada sobre la relfexión de diferentes temas. Una de sus canciones que le hizo famoso fue "La azafata del bus". Su álbum discográfico titulado "Tus Recuerdos", del cual la letra y música son parte de su autoría, y además fue dirigido por Ito Serrano (guitarrista de Luis Fonsi) y que contó con la colaboración de excelentes músicos.

## Discografía

### Canciones
- Recordándote
- Me Cambiaste
- Tus Recuerdos
- Unas Y Otras
- Ya Di
- La Azafata Del Bus
- Como
- No Pudiste Ni Podrás
- Golpe De Estado
- Por Si Algún Día